# Steeple Ashton
 (septembre 2023).
Pour les articles homonymes, voir Ashton.
Steeple Ashton est une paroisse civile et un village du Wiltshire, en Angleterre.